# Karl Hinkel
Johann Karl Hinkel (* 9. Januar 1817 in Hanau; † 21. August 1894 in Amagansett, Long Island) war ein deutscher Philologe und Philosoph.
In seiner Heimatstadt Hanau besuchte Karl Hinkel von 1827 bis 1834 das Gymnasium, danach besuchte er die Universität Marburg, wo er Theologie und Philosophie studierte und 1838 mit dem Doktortitel abschloss. Anschließend arbeitete er bis 1840 als Lehrer für Latein und Griechisch am Gymnasium in Rinteln, dann in Kassel. Ab 1845 war er außerordentlicher Professor der abendländischen Sprachen und Literaturen an der Universität Marburg und hielt auch Vorlesungen im Fach Philosophie. 1854 verließ er Marburg und verbrachte den Rest seines Lebens als Schulleiter in New Brighton, Staten Island, New York.

## Schriften
- De variis formis doctrinae moralis Peripateticorum usque ad Ciceronem. Dissertation Marburg 1839.
- Die speculative Analysis des Begriffs „Geist“: mit Darlegung des Differenzpunktes zwischen dem Hegel'schen und Neu-Schelling'schen Standpunkte einerseits und dem absoluten Standpunkte Weber's andrerseits. Rinteln u. Leipzig 1840.
- Leitfaden bei dem Unterricht in der deutschen Grammatik. 1841.
- Allgemeine Ästhetik für gebildete Leser. Pforzheim 1847.